# 안드레아 델 베로키오
안드레아 델 베로키오(Andrea del Verrocchio, 1436년 ~ 1488년)는 이탈리아의 예술가·화가·조각가이다. 피렌체에서 출생한 그는 피렌체의 대표적인 화가로 사람의 근육과 움직이는 모양을 특히 잘 묘사하였다. 그의 제자 중에는 레오나르도 다 빈치, 페루지노, 산드로 보티첼리 등이 있으며, 레오나르도 다 빈치와 함께 그린 《그리스도의 세례》가 특히 유명하다. 그 외의 작품으로 《작은 꽃다발을 안은 부인》, 조각으로 《클레오니 기마상》 등이 있다.

## 주요 작품

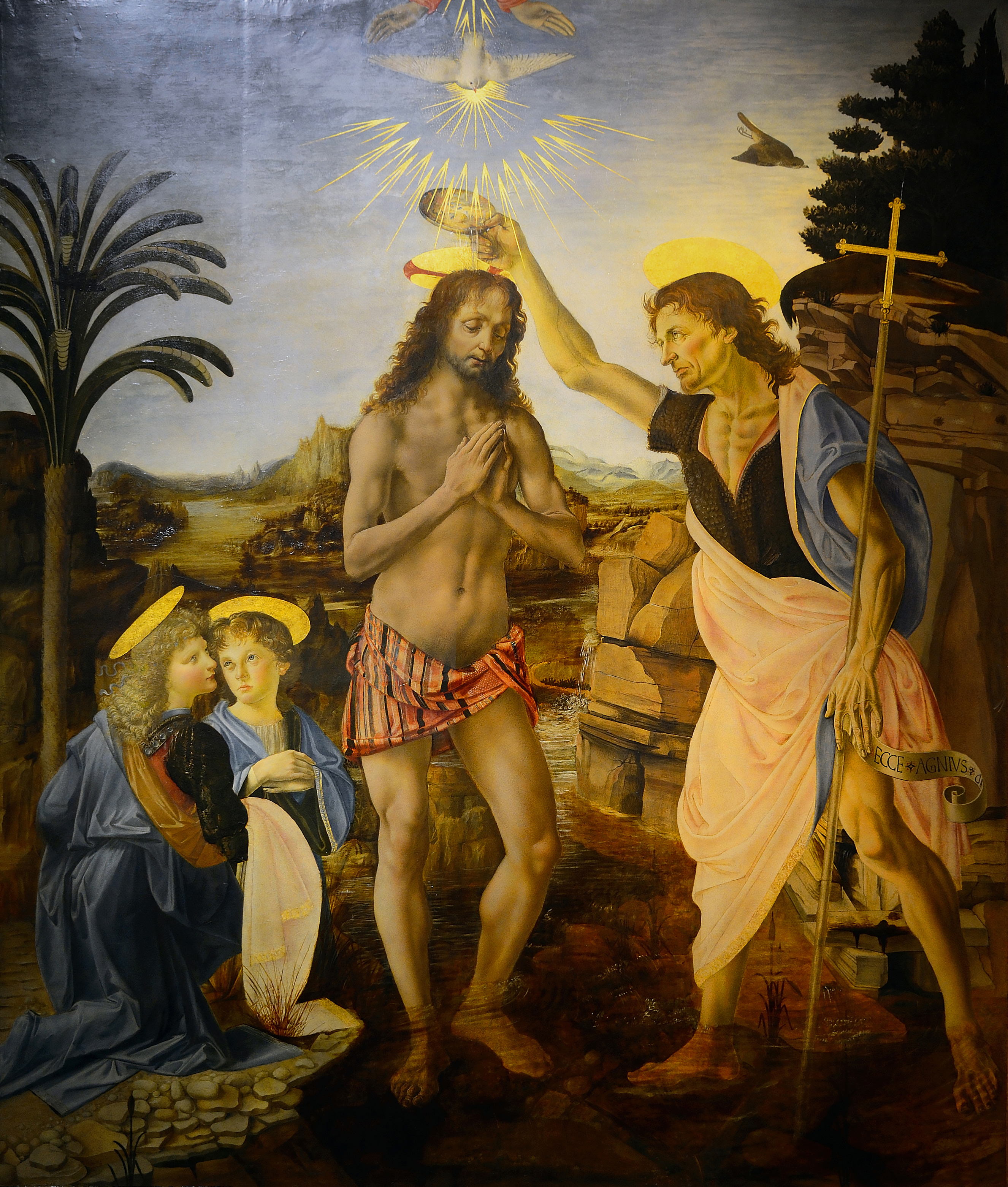
그리스도의 세례
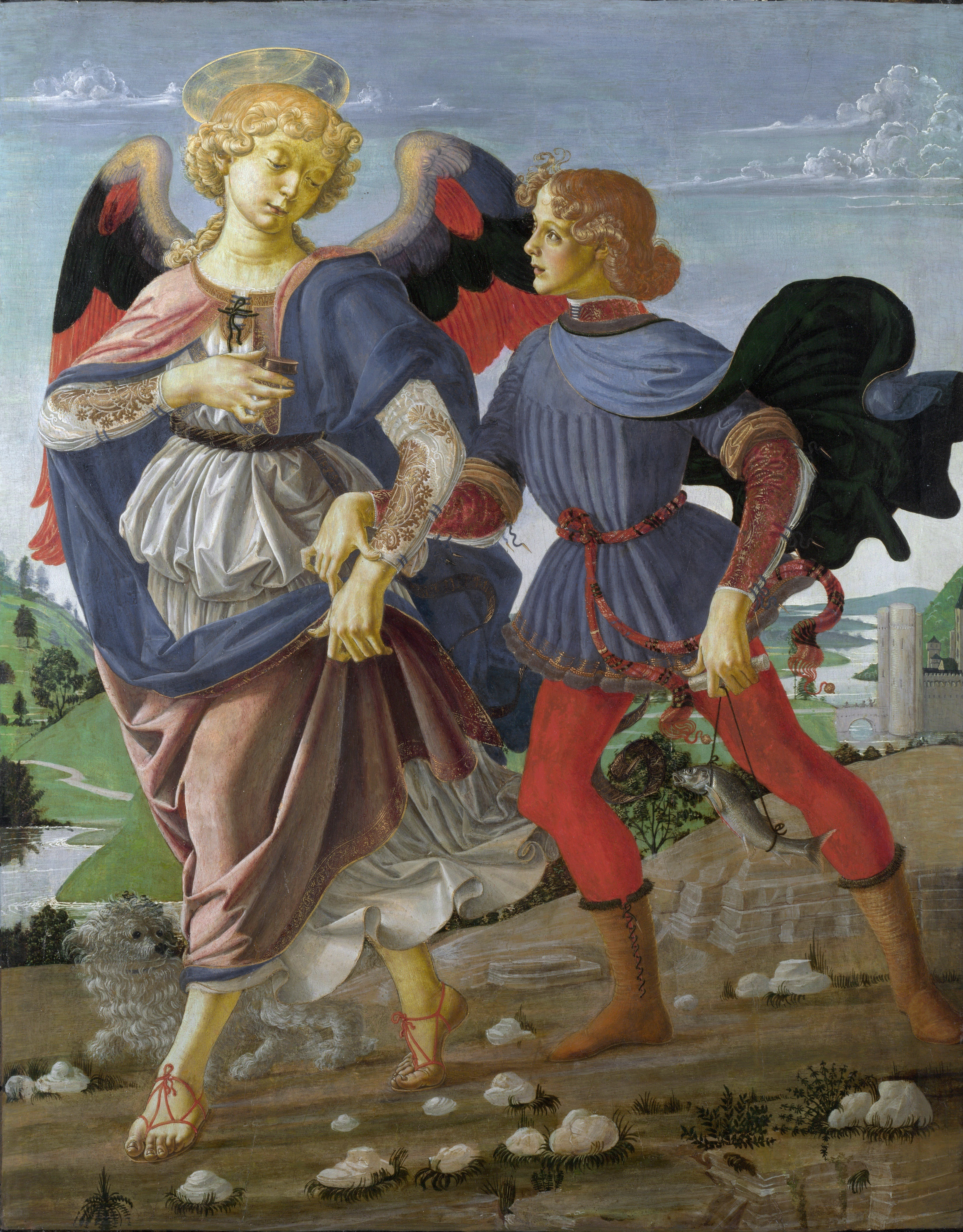
Tobias and the Angel
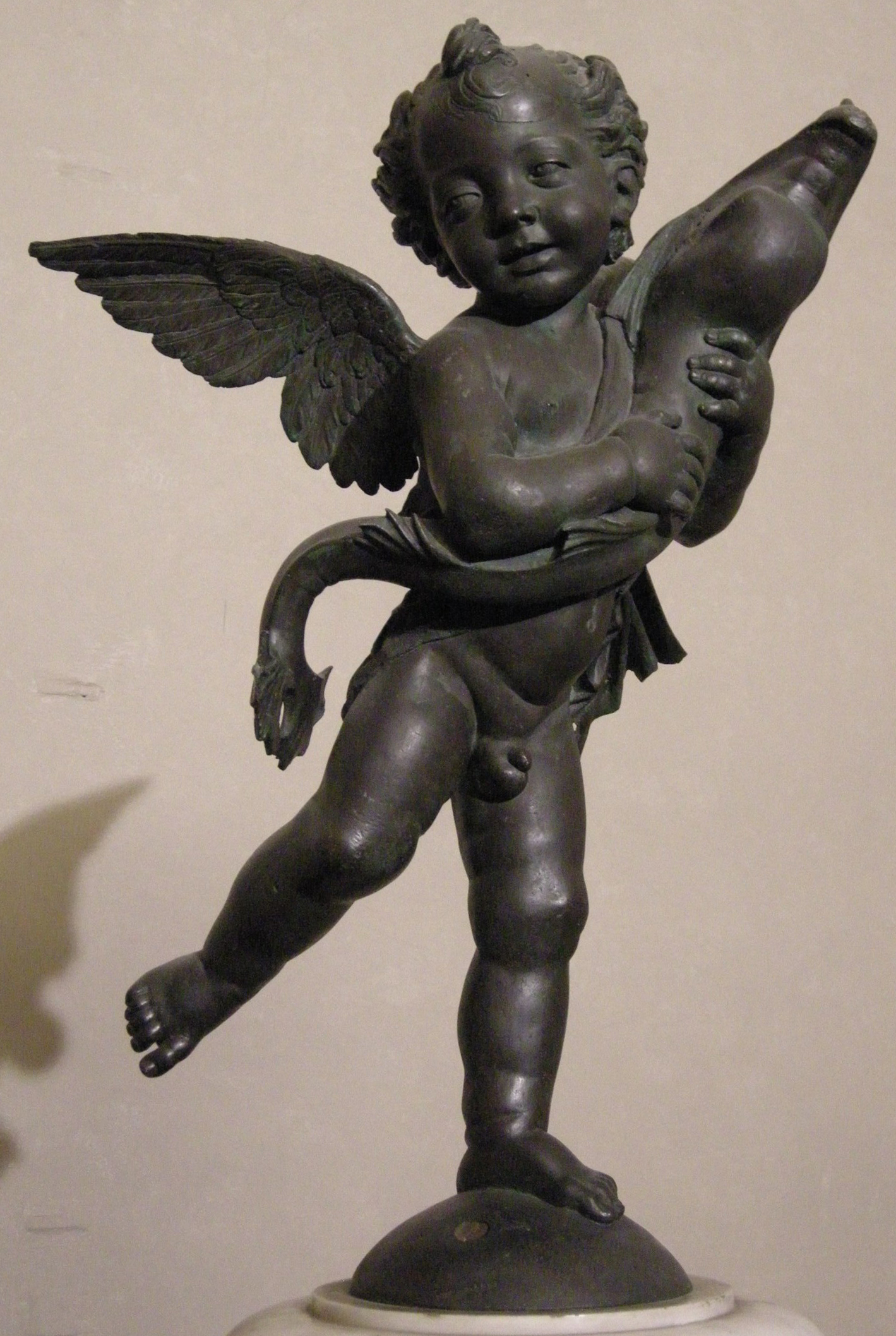
Putto with a Dolphin
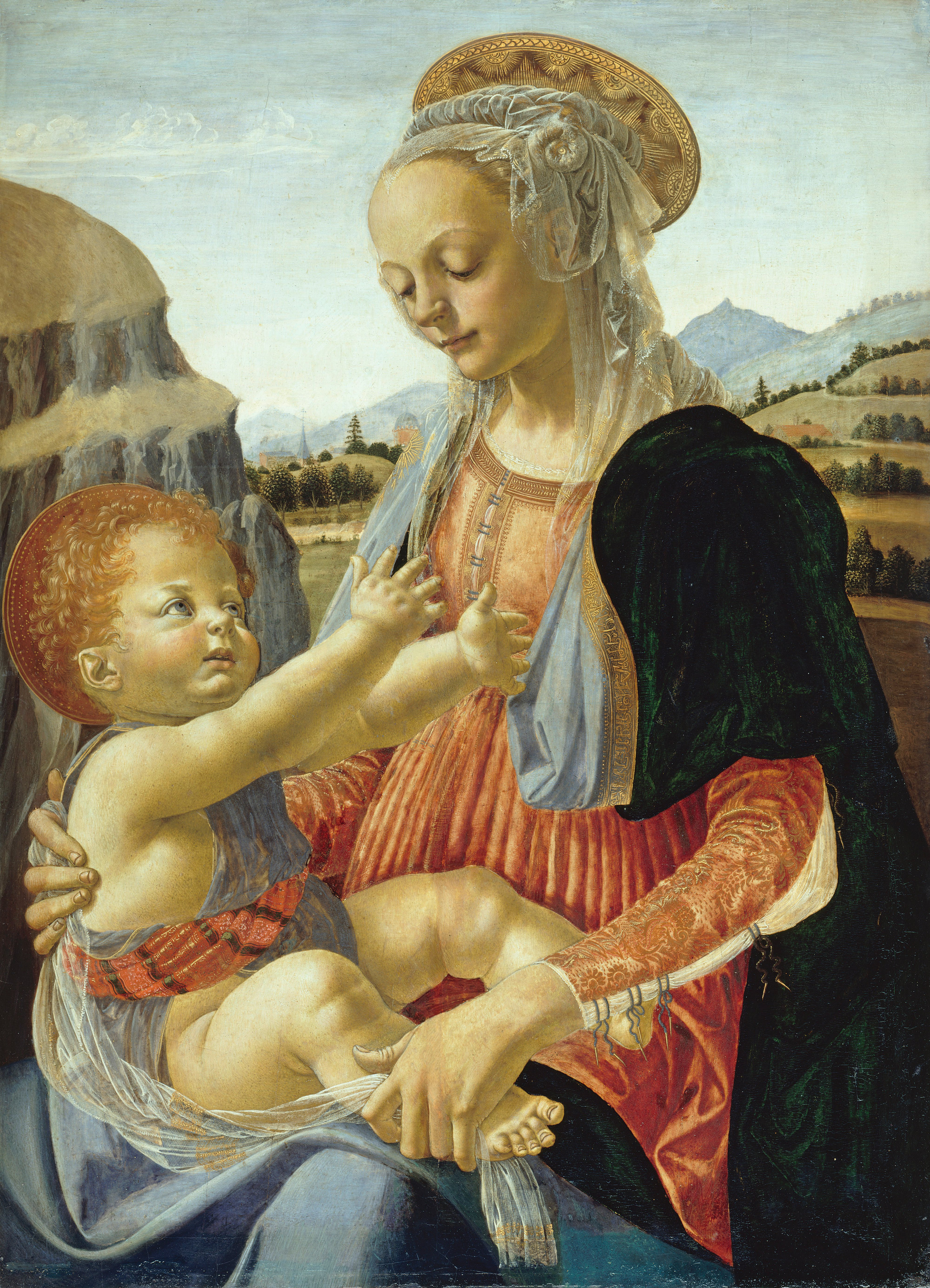
Virgin with the Seated Child
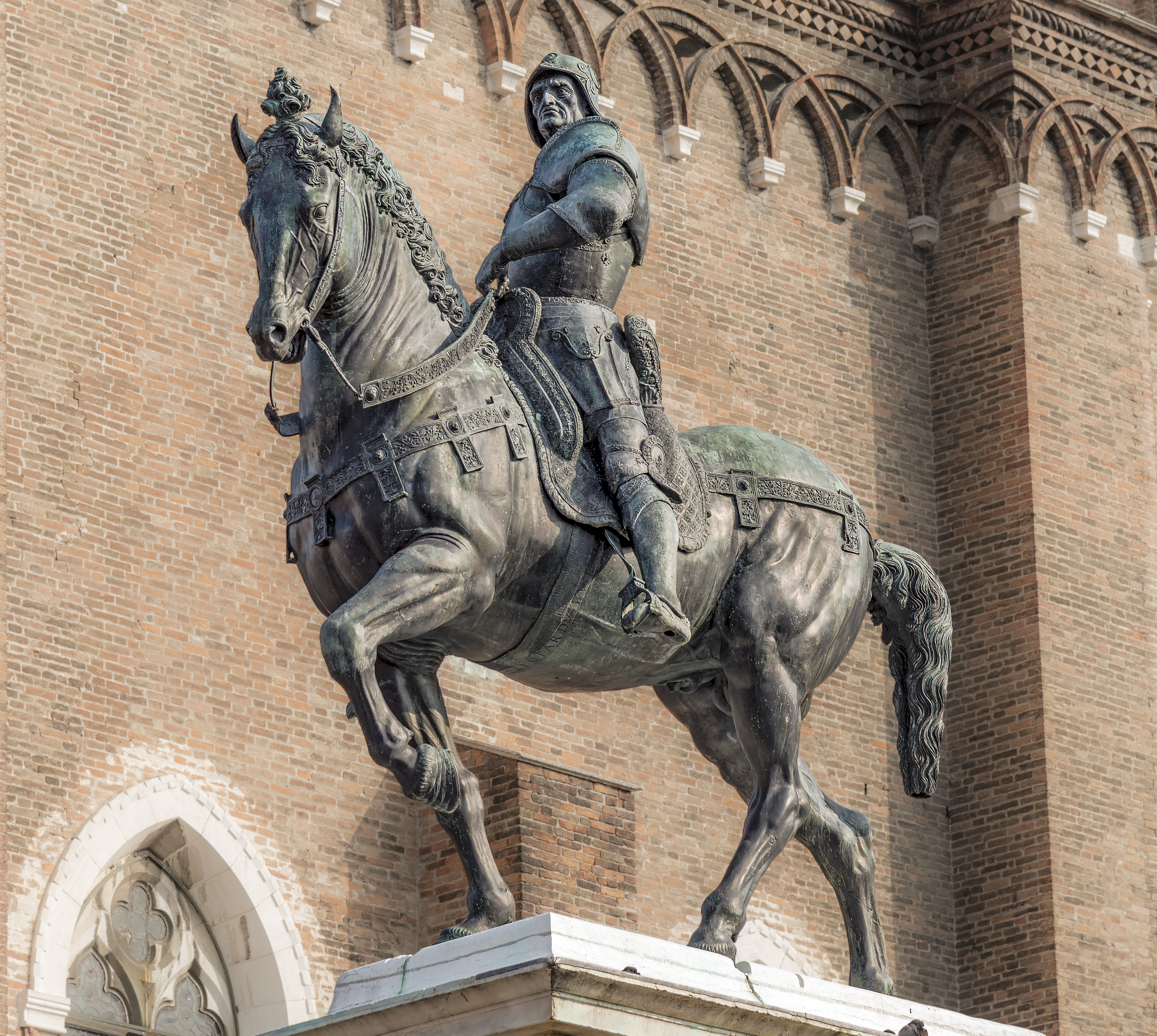
Statue of Bartolomeo Colleoni
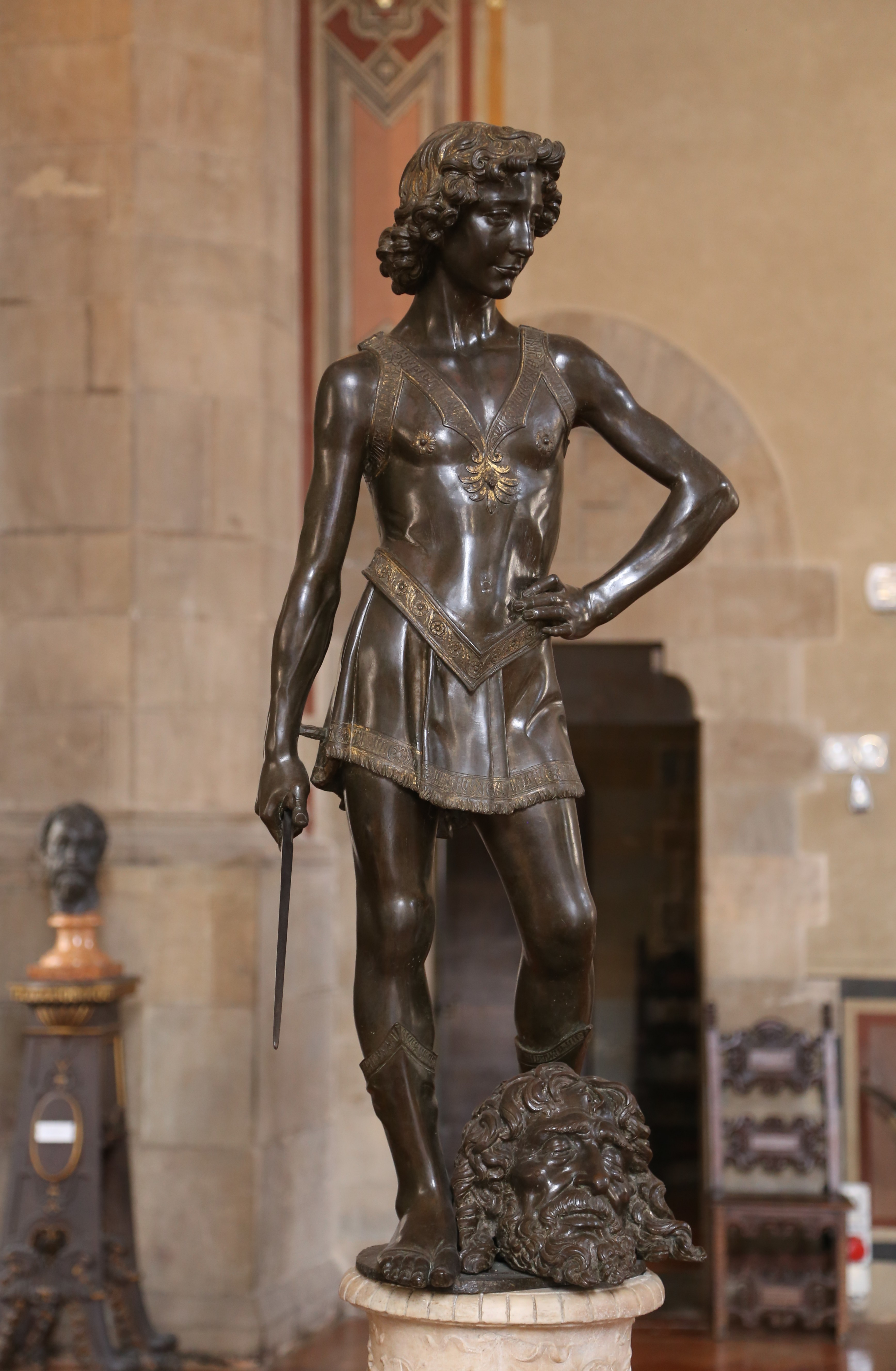
David with the head of Goliath